# Фонтанеле (Салерно)
Фонтанеле (итал. Fontanelle) је насеље у Италији у округу Салерно, региону Кампанија.
Према процени из 2011. у насељу је живело 135 становника. Насеље се налази на надморској висини од 155 м.